# Bystrá dolina (Ďumbierske Tatry)
Bystrá dolina je dlouhá dolina na jižní straně Nízkých Tater, probíhá jižním směrem od hlavního hřebene pohoří. Vyústění doliny je do Horehronského podolí u obce Bystrá. Protéká jí říčka Bystrianka.
Je zde přírodní rezervace s názvem „Pralesy  Slovenska – Bystrá dolina“.
Kromě zeleně značené turistické cesty tudy vede silnice II/584, která končí u horského hotelu Srdiečko. V dolní části doliny se nachází známé rekreační středisko Tále, v horní části pak střediska Srdiečko a Kosodrevina.